# Metron
Metron is een geslacht van vlinders van de familie dikkopjes (Hesperiidae), uit de onderfamilie Hesperiinae.

## Soorten
- M. chrysogastra (Butler, 1870)
- M. fasciata (Möschler, 1877)
- M. leucogaster (Godman, 1900)
- M. noctis (Kaye, 1913)
- M. oropa (Hewitson, 1877)
- M. schrottkyi (Giacomelli, 1911)